# Brkač
 Brkač  (olaszul:  San Pancrazio/Bercaz) falu Horvátországban, Isztria megyében. Közigazgatásilag Motovunhoz tartozik.

## Fekvése
Az Isztria középnyugati részén, Pazintól 16 km-re északnyugatra, községközpontjától 3 km-re délnyugatra a Mirna völgye felett fekszik.

## Története
Területén már a történelem előtti időben is éltek emberek. Ezt bizonyítja a közeli Šubjenta nevű dombon talált nagy mennyiségű őskori és ókori cseréptöredék, valamint ókori épületek maradványai. Ugyancsak kerültek elő ókori maradványok határának más részeiről (Krancetići, Podšubjenta) is. A kora román Szent Pankratius templom maradványainak feltárásakor a mai templomtól 50 méterre délre kora középkori villagazdaságra utaló épületromokra is bukkantak. Ezzel a kora középkori településsel lehet kapcsolatban a Brkačtól nyugatra fekvő Vrh nevű határrészen feltárt temető is. A mai település első írásos említése a 12. században történt. Története során többször lerombolták, de mindig újjáépítették. 1857-ben 195, 1910-ben 421 lakosa volt. Az első világháború után a rapallói szerződés értelmében Isztria az Olasz Királysághoz került. 1941-ben középkori templomával együtt földig rombolták. Rögtön elkezdődött az új templom felépítése, melyet 1944-ben szenteltek fel. A második világháború után Jugoszlávia része lett. A település Jugoszlávia felbomlása után 1991-ben a független Horvátország része lett. 2011-ben 214 lakosa volt. Lakói  főként mezőgazdasággal, szőlőműveléssel és bortermeléssel foglalkoznak. Az újabb időkben egyre inkább a turizmus felé orientálódnak.

## Nevezetességei
Szent Pankratius tiszteletére szentelt templomát 1942 és 1944 között építették, a motovuni plébánia legfiatalabb temploma.

## Lakosság
| Lakosság változása | Lakosság változása | Lakosság változása | Lakosság változása | Lakosság változása | Lakosság változása | Lakosság változása | Lakosság változása | Lakosság változása | Lakosság változása | Lakosság változása | Lakosság változása | Lakosság változása | Lakosság változása | Lakosság változása | Lakosság változása |
| ------------------ | ------------------ | ------------------ | ------------------ | ------------------ | ------------------ | ------------------ | ------------------ | ------------------ | ------------------ | ------------------ | ------------------ | ------------------ | ------------------ | ------------------ | ------------------ |
| 1857               | 1869               | 1880               | 1890               | 1900               | 1910               | 1921               | 1931               | 1948               | 1953               | 1961               | 1971               | 1981               | 1991               | 2001               | 2011               |
| 195                | 202                | 236                | 276                | 346                | 421                | 464                | 500                | 411                | 338                | 296                | 200                | 201                | 145                | 145                | 214                |